# Giórgos Petréas
Giórgos Petréas (en grec moderne : Γιώργος Πετρέας) est un joueur grec de volley-ball né le 19 novembre 1986 à Kalamata (Messénie). Il mesure 2,02 m et joue au poste de central. Il totalise 149 sélections en équipe de Grèce. Pour la saison 2018-2019, il joue dans l'équipe grecque de l'Olympiakós Le Pirée.

## Biographie
Il participe également à des compétitions internationales de beach-volley aux côtés de son coéquipier Pávlos Kouzoúnis.

## Clubs
| Club                | De        | À         |
| ------------------- | --------- | --------- |
| Aris Salonique      | 2005-2006 | 2005-2006 |
| PAOK Salonique      | 2006-2007 | 2006-2007 |
| Iraklis Salonique   | 2007-2008 | 2007-2008 |
| Aris Salonique      | 2008-2009 | 2009-2010 |
| Panathinaikos       | 2010-2011 | 2010-2011 |
| Olympiakos Le Pirée | 2011-2012 | 2011-2012 |
| Narbonne Volley     | 2012-2013 | 2013-2014 |
| GFC Ajaccio         | 2014-2015 | 2016-2017 |
| Olympiakos Le Pirée | 2017-2018 | 2019-2020 |
| Stade poitevin      | 2020-2021 | 2020-2021 |
| PAOK Salonique      | 2021-2022 | 2021-2022 |
| Panathinaikos       | 2022-2023 | ...       |

## Palmarès

### Équipe nationale
- Jeux méditerranéens
  - : 2018

### Clubs
- Challenge Cup
  -  Finaliste : 2018
- Championnat de Grèce (3)
  - Vainqueur : 2008, 2018, 2019
  - Finaliste : 2020
- Coupe de France (2)
  - Vainqueur : 2016, 2017
- Coupe de Grèce
  - Vainqueur : 2022
- Supercoupe de Grèce (2)
  - Vainqueur : 2007, 2022
- Supercoupe de France (1)
  - Vainqueur : 2016
- Coupe de la Ligue de Grèce masculin (4)
  - Vainqueur : 2018, 2019, 2023, 2024
  - Finaliste : 2020, 2022